# Pyricausta phaeopyra
Pyricausta phaeopyra är en fjärilsart som beskrevs av Turner 1927. Pyricausta phaeopyra ingår i släktet Pyricausta och familjen plattmalar. Inga underarter finns listade i Catalogue of Life.